# Tricimba rimata
Tricimba rimata är en tvåvingeart som beskrevs av Günther Enderlein 1911. Tricimba rimata ingår i släktet Tricimba och familjen fritflugor. Inga underarter finns listade i Catalogue of Life.